# Komora ciszy
Komora ciszy – komora dźwiękoszczelna wykorzystywana do badań przyszłych astronautów na odporność na klaustrofobię, samotność oraz uwięzienie. Komora ma ściany, sufit i podłogę wyłożone materiałami pochłaniającymi dźwięki.